# Ali MacGrawová
Elizabeth Alice MacGraw (* 1. dubna 1939 Pound Ridge, New York) je americká herečka a modelka.

## Životopis
Ali MacGrawová začala svoji hereckou kariéru v televizních reklamách. Její nejznámější filmová role byla ve filmu Love Story z roku 1970. Za svůj herecký výkon byla nominovaná na Academy Awards. V roku 1971 odmítla roli Bree Daniels v dramatu Klute, kterou naposledy získala Jane Fondová. O rok poté následně hrála se Stevem McQueenem, ve filmu The Getaway.
Byla třikrát vdaná. S druhým manželem Robertem Evansem, má syna Joshe. Ve volném čase se věnuje józe a spolupracuje s organizací PETA. V současnosti žije v Sante Fe v Novém Mexiku.